# الحصحص (لودر)

تعديل مصدري - تعديل

الحصحص هي إحدى قرى عزلة زارة بمديرية لودر التابعة لمحافظة أبين، بلغ تعداد سكانها 70 نسمة حسب تعداد اليمن لعام 2004.